# یو جه یون
یو جه یون (کره‌ای: 유제윤؛ زادهٔ ۱۸ ژوئیه ۱۹۸۴) بازیگر، مدل و خواننده اهل کره جنوبی است. او به خاطر ایفای نقش در فیلم‌های گونجیام: تیمارستان تسخیرشده و شغل پرخطر شناخته می‌شود.

## فیلم‌شناسی

### فیلم
| سال  | عنوان                       | نقش             | منابع  |
| ---- | --------------------------- | --------------- | ------ |
| ۲۰۱۷ | هیچ‌هایک فراموش‌نشدنی         | جونگ یه         | [ ۷ ]  |
| ۲۰۱۸ | شغل پرخطر                   | کارآگاه گانگهوا | [ ۸ ]  |
| ۲۰۱۸ | گونجیام: تیمارستان تسخیرشده | جه یون          | [ ۹ ]  |
| ۲۰۲۰ | و دوباره امروز              | جه یون          | [ ۱۰ ] |
| ۲۰۲۰ | فصل مرحله بعد               | جه یون          | [ ۱۱ ] |

## ترانه‌شناسی

### آلبوم‌ها
| سال  | آلبوم                  | ناشر            | توضیحات          | منابع  |
| ---- | ---------------------- | --------------- | ---------------- | ------ |
| ۲۰۰۸ | رخت‌شویی (Laundry)      | پرپل انترتینمنت | خواننده، آهنگساز | [ ۱۲ ] |
| ۲۰۱۷ | می‌بوسمت (Kiss You)     | پرپل انترتینمنت | خواننده، آهنگساز | [ ۱۳ ] |
| ۲۰۱۸ | و غیره (Etc)           | پرپل انترتینمنت | خواننده، آهنگساز | [ ۱۴ ] |
| ۲۰۱۸ | اشک (Tears)            | پرپل انترتینمنت | خواننده، آهنگساز | [ ۱۵ ] |
| ۲۰۲۱ | دو کوچکتر (Two Lesser) | پرپل انترتینمنت | خواننده، آهنگساز | [ ۱۶ ] |